# شهرستان آترو (کلرادو)
شهرستان اوترو، کلرادو (به انگلیسی: Otero County, Colorado) یک سکونتگاه مسکونی در ایالات متحده آمریکا است که در کلرادو واقع شده‌است.

## خصوصیات
شهرستان اوترو ۳٬۲۸۹٫۳ کیلومترمربع مساحت دارد.